# Ernst von Graben
Ernst von Graben zu Sommeregg (* 15. Jahrhundert in Treffling (Burg Sommeregg); † 1513 ebenda), Burggraf und Herr von Sommeregg, war ein görzisch-kärntnerischer Edelmann in Salzburger und kaiserlichen Diensten.

## Leben

### Familie

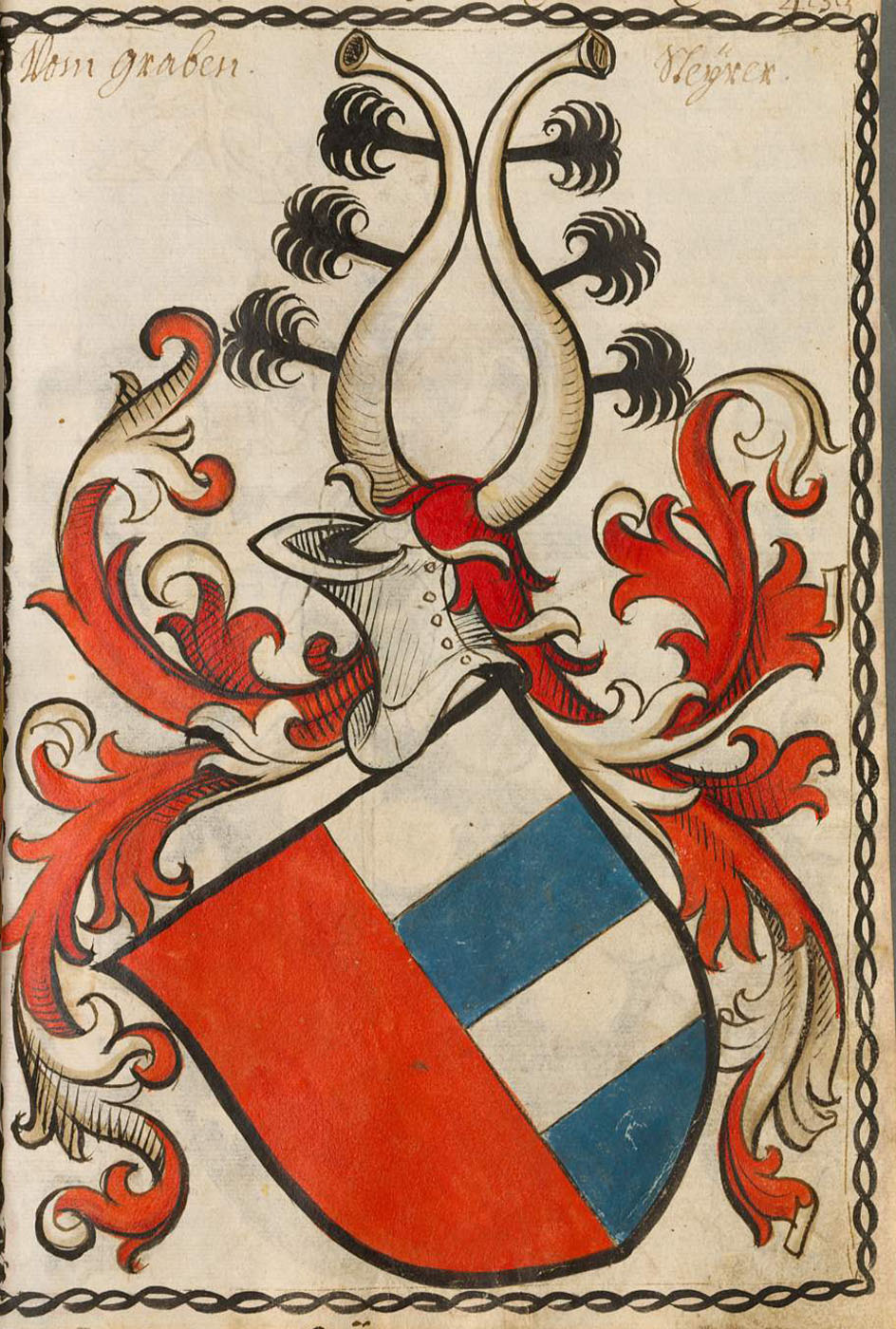
Wappen(variante) der Herren von Graben; Scheiblersches Wappenbuch

Ernst von Graben entstammte dem kärntnerisch-osttirolerischen Zweig des edelfreien Geschlechts der Von Graben von Stein. Er war ein Sohn des Andreas von Graben zu Sommeregg und der Barbara von Hallegg, Tochter des kaiserlichen Verwesers der Landeshauptmannschaft von Kärnten und Burggrafen von Sommeregg Jörg von Hallegg (Hallecker). Einer seiner Neffen war Ladislaus Prager, Erbmarschall von Kärnten und Kämmerer von Kaiser Friedrich III.
Aus Von Grabens erster Ehe mit Margaretha von Obratschan (auch als De Ritschon genannt) entsprangen zwei Töchter, welche eine ungenannte mit Wilhelm Graf von Schernberg zu Radstatt, Pfleger von Radstadt, verheiratet war, und Rosina von Graben von Rain, die in erster Ehe mit dem Truchsessen Georg Goldacher und in zweiter Ehe mit Haymeran von Rain zu Sommeregg verheiratet war. Die eheliche Verbindung zwischen einem Sohn des Wilhelm Graf zu Schernberg und der Tochter des Ernst vom Graben geschah auf ausdrücklichem Wunsch des römisch-deutschen Königs Maximilian I., welcher diesbezüglich auch Virgil von Graben aufforderte, diese Verbindung zu fördern. Ernst von Graben war in zweiter Ehe mit Benigna von Reisberg († 1517) aus Familie des Erzbischofes Johann II. von Reisberg von Salzburg verehelicht.

### Karriere

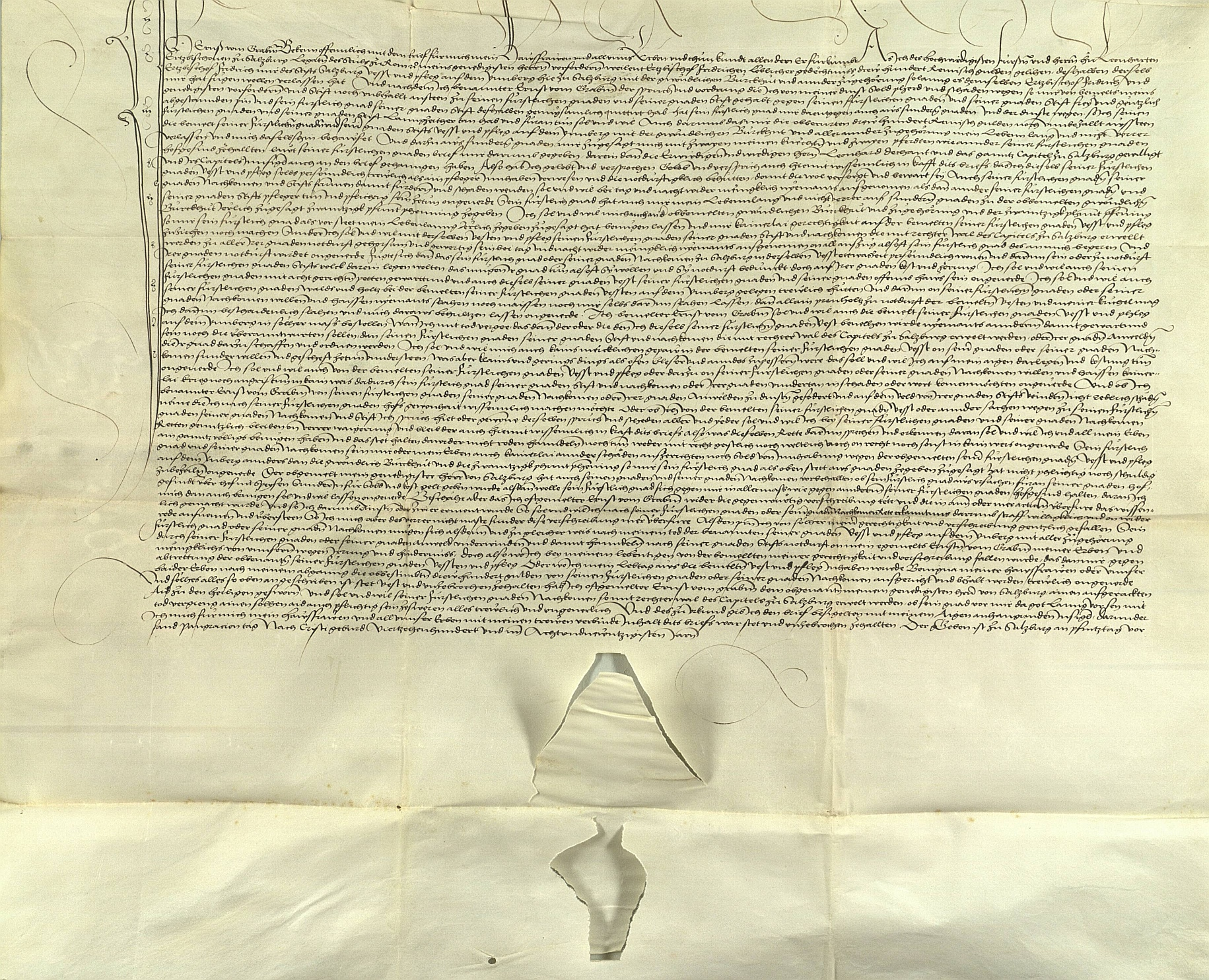
Revers des Ernst von Graben über die Verleihung der Pflege und Feste auf dem Imberg (Schloss Fürberg) zu Salzburg auf seine Lebenszeit durch den Salzburger Erzbischof Leonhard von Keutschach am 10. Mai 1498

Ernst von Graben scheint mindestens seit 1460 in den Diensten der Salzburger Fürsterzbischöfe gestanden zu sein. In jenem Jahr nennt ihn eine Urkunde ausgestellt auf Erzbischof Sigismund I. von Volkersdorf, in der Von Graben diesem eine Quittung für Sold und Schäden verrechnet. 1466 belehnt er die Gebrüder Wilhelm, Erhart, Sigmund und Andrä von Zankbaren mit einer Schwaige in der Melnitz im Vellacher Gericht belehnt. Ernst von Graben hatte mindestens seit 1491 seine Stelle als hochfürstlicher Jägermeister und Verwalter von Schloss Fürberg (Praefectus castri Imberg) im Dienst der Salzburger Fürsterzbischöfe inne, die ihm 1498 durch Erzbischof Leonhard von Keutschach auf Lebenszeit verliehen wurde. 1502 scheint Ernst von Graben [trotzdem sein älterer Bruder Virgil von Graben der dortige Herr war] als Herr von Sommereg auf, als er seinem dortigen Pfleger Leonhard Stainberger ein Lehen nahe der Burg zu Eigen verleiht. Im Jahre 1506, kurz vor Virgil von Grabens Tod im Folgejahr, hatte Maximilian I. dessen Brüdern Ernst und Wolfgang Andreas von Graben zugesichert, ihnen die Herrschaft und Burggrafschaft Sommeregg als Lehen zu übergeben. Da beide Graben ohne männlichen Erben blieben, verlieh der Kaiser Sommeregg in weiterer Folge an Ernstens Tochter Rosina und ihren ersten Mann Georg Goldacher. Im Jahre 1507 ging Sommeregg an Ernst und Wolfgang Andreas von Graben, die Sommeregg bis zu seinem [Ernst] Tod im Jahre 1513 innehatten.
Ernst von Grabens letzte Lebensjahre sind urkundlich gut belegt, so im Jahre 1509 auf Sommeregg in jener Ernst von Graben der Marienbruderschaft zu Vellach ein Grundstück – welches der Vellacher Bürger Hans Hofweyder als dessen Lehensmann – der Bruderschaft überlässt. Diese Urkunde ist in denen des Marktes Obervellach gesammelt.

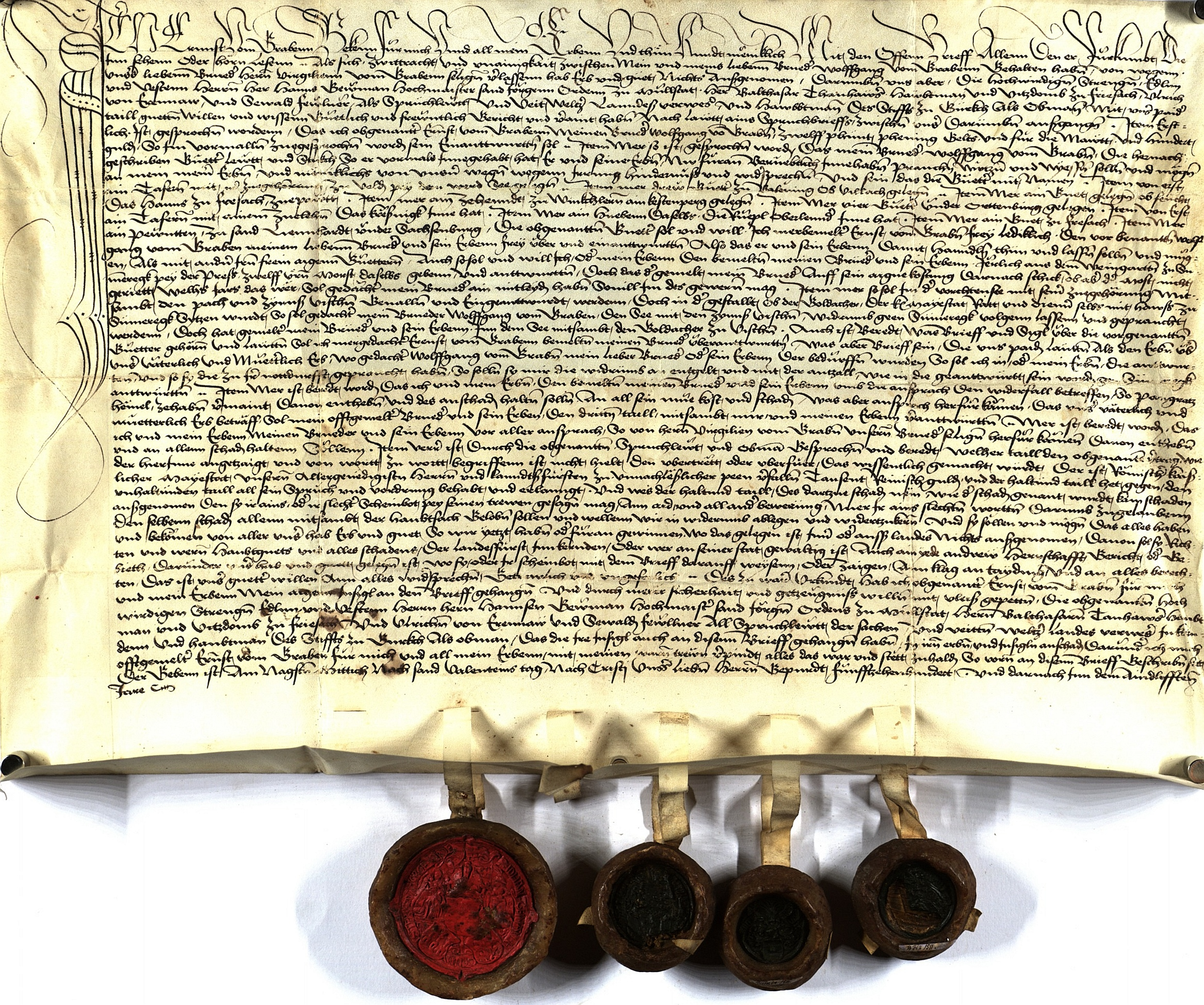
Vergleich zwischen den Brüdern Ernst und Wolfgang (Wolfgang Andreas) von Graben wegen der Streitigkeiten um die Verlassenschaft nach ihrem Bruder Virgil von Graben im Jahre 1511

Mit der Urkunde vom 19. Februar 1511 wurde der Vergleich zwischen den Brüdern Ernst und Wolfgang (Wolfgang Andreas) von Graben wegen der Streitigkeiten betreffend die Verlassenschaft nach dem Tod ihres Bruders Virgil von Graben. Zustandegekommen ist dieser Vergleich durch die Schiedsleute Hanns Geuman, Hochmeister des St. Georgs Ritterordens zu Millstatt, Balthasar Thanhauser, Hauptmann und Vizedom zu Friesach, Ulrich I. von Ernau und Sewald Feulner und Veit Weltzer, Landesverweser und Hauptmann des Stiftes Gurk, als Obmann. Inhaltlich wurden diverse Güter, Lehensleute und finanzielle Vereinbarungen fixiert. Im Folgejahr verzichteten Ernst von Graben und sein Schwiegersohn Georg Goldacher auf 300 ungarische Gulden, welche der Salzburger Erzbischof Bernhard von Rohr von Virgil von Graben auf der Feste und Pflege Lengberg verschrieben hat.

### Ahnenprobe
Es existiert eine Wappentafel des Ernst von Graben mit einer Ahnenprobe von 4 Ahnen, wobei das Feld 1 das Wappen der Von Scherment zeigt, Feld 2 das krainische Geschlecht Gallenberg (in rot eine bis an den oberen Rand eingebogene Spitze) darstellt, Feld 3 die kärntnerische Familie der Heller (gemeint sind die Von Hallegg und Feld 4 die von Turn (erhöhter Pfahl mit drei aufeinander folgenden Sternen); von weiß und rot zwei mal gespalten, einmal geteilt). Das Wappen des Ernst von Graben ist wie folgt beschrieben; gespalten, vorne rot, hinten vom silber rund blau oder blau und silber drei mal geteilt. die Hörner des Kleinods signiert, in den Farben ihrer Abstammung erinnernd

## Information
Die Daten zu diesem Artikel wurden aus der Von Graben Forschung von Matthias Laurenz Gräff übernommen.